# Michel Morandais
Michel Didier Morandais es un exjugador de baloncesto francés, nacido el 10 de enero de 1979 en Guadalupe. Ocupaba el puesto de alero y mide 1,95 m.
Formado en la norteamericana Universidad de Colorado (2000/2004), inició poco después su carrera profesional en la LegA italiana. El histórico Cantú fue su primer destino en Europa donde generó buenos números (12,3 puntos y 3,6 rebotes por partido) que le valieron la posibilidad de fichar la temporada siguiente por el Eldo Napoli.
En 2007 de Italia salta a la ACB española fichando por AXA FC Barcelona, que lo cortó en diciembre. Unas semanas más tarde se convierte en nuevo jugador de MMT Estudiantes. En 2008 jugó en el SLUC Nancy de la liga francesa.
En la temporada 2009/10 firmaría con el Cimberio Varese de la LEGA, donde juega una temporada. Después volvería a su país, jugando 3 temporadas en el Paris-Levallois. En el año 2013 ficha por el Champagne Châlons Reims Basket.